# 齐晔 (银行行长)
齐晔，光大银行副行长。毕业于北京师范大学经济系经济管理专业，后获北京大学与福特汉姆大学（中美合办）国际工商管理专业工商管理硕士。1992年入职光大银行。